# Maglia Arabia

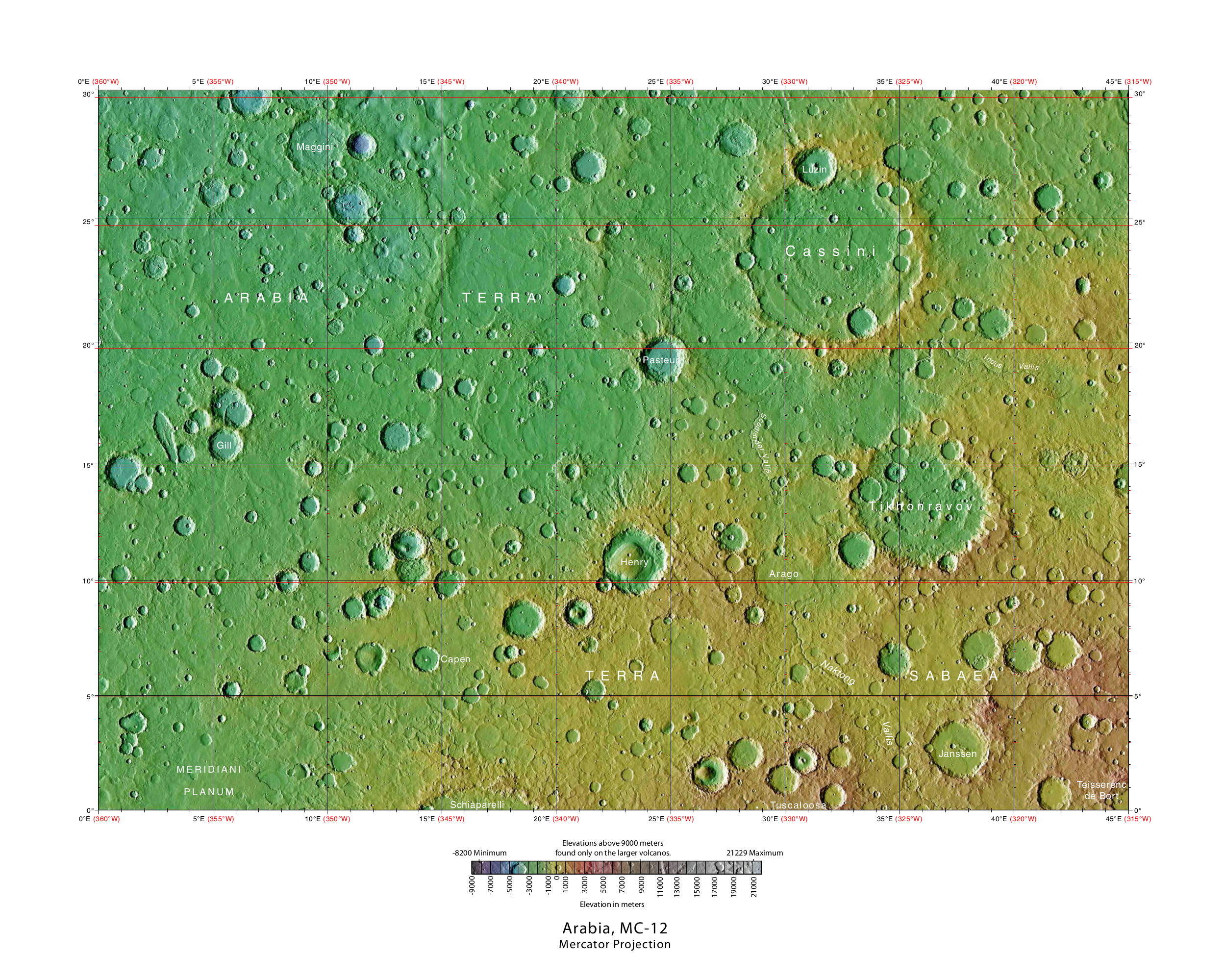
Mappa di MC-12 elaborata dallo strumento Mars Orbiter Laser Altimeter (MOLA) della sonda Mars Global Surveyor (2012). I picchi più elevati sono in rosso e i punti più profondi in blu.

La maglia Arabia è la regione di Marte che occupa la zona tra i 0° e i 45° di longitudine est e tra i 0° e i 30° di latitudine nord ed è classificata col codice MC-12.